# Carnivore (FBI)
Pour les articles homonymes, voir Carnivore.
Carnivore est un policeware implanté par le Federal Bureau of Investigation qui est similaire aux écoutes téléphoniques, mais concerne les courriers électroniques et autres communications. Carnivore était essentiellement un  Packet sniffer personnalisable qui peut observer tout le trafic Internet d'un individu ciblé. C'est une forme de surveillance des citoyens. Le gouvernement des États-Unis n'a jamais rien admis ou démenti au sujet du fonctionnement de Carnivore, mais il y a des fonctions basiques généralement admises.

## Description
Le système Carnivore se compose d'un ordinateur sous Windows équipé d'un Logiciel de packet-sniffing et d'un disque dur amovible  .Cet ordinateur doit être connecté physiquement chez un  Fournisseur d'accès à Internet (FAI) ou un autre endroit d'où il peut « renifler » le trafic d'un  réseau local pour intercepter le Courrier électronique en transit. La technologie en elle-même n'est pas très avancée; Un simple logiciel de packet-sniffering avec un filtrage bien approprié (comme un script Perl), permet de réaliser cette opération. Obtenir la coopération du FAI ou du propriétaire du réseau local peut se faire soit sur la base du volontariat soit sur demande d'une cour de justice. Une fois le système en place, il n'est cependant  pas autorisé à enregistrer n'importe quel courrier électronique en transit. Aux États-Unis, la loi précise qu'il faut un ordre d'un tribunal précisant l'identité des personnes surveillées. Lorsqu'un courrier électronique en transit correspond aux critères de filtrage, il est enregistré avec des informations sur la date, l'origine et le destinataire. On suppose qu'une fois le message intercepté, il est directement transmis au FBI mais les détails ne sont pas connus à ce jour. Le reste du trafic est supposé ne pas être consigné ni enregistré.
On spécule beaucoup sur l'implémentation, l'utilisation et les abus possibles du système Carnivore. Les partisans de la Liberté d'expression et autres personnes attentives aux Droits civiques sont inquiets au sujet de la possible intrusion dans la Vie privée.
Donald Kerr, assistant du directeur du FBI a dit :

« Le système Carnivore fonctionne de la même manière que la plupart des packet-sniffers que l'on trouve dans le commerce ou que d'autres outils d'analyse réseau utilisés tous les jours par les FAI, à la différence qu'il est l'unique système capable de distinguer les types de communications que l'on peut intercepter légalement de celles ne l'étant pas. Par exemple, si une cour de justice autorise l'interception de courriers électroniques mais pas celle des transactions bancaires, le logiciel Carnivore peut les différencier.
... C'est un analyseur réseau (ou renifleur) très spécialisé qui tourne comme un simple logiciel sur n'importe quel ordinateur utilisant le système d'exploitation Windows. Il fonctionne en "reniflant" les bonnes parties des trames circulant sur le réseau et en n'enregistrant uniquement les paquets qui correspondent à un ensemble de filtres très précis en conformité avec l'autorisation de la cour de justice. Cet ensemble de filtres peut être extrêmement complexe, ce qui permet au FBI de collecter les transmissions en conformité avec les décisions des cours de justice.
...Il est important de distinguer ce que l'on entend par "renifler". Le problème de sélection des différents messages des utilisateurs est complexe. Cependant, c'est exactement ce que Carnivore fait. Il ne cherche pas parmi le contenu de chaque message  et en garde certains qui contiennent des mots-clés comme "bomb" ou "drogue". Il sélectionne les messages sur la base de critères expressément définis dans l'arrêt de la cour de justice, par exemple les messages transmis par/à un certain utilisateur.cryptome.org »

Le logiciel est issu d'un projet précédent du FBI, Omnivore. Omnivore débuta en février  1997, et fut ensuite renommé. Après une image négative longtemps  relayée par la presse, le FBI changea le nom de son système de "Carnivore" à "DCS1000", un nom plus commun. DCS est censé signifier "Digital Collection System". Le système dispose néanmoins des mêmes fonctionnalités. Les trois systèmes séparés (Carnivore, Packeteer et CoolMier) sont connus sous le nom de DragonWare Suit.
Il a été rapporté au milieu du mois de janvier 2005 () que le logiciel Carnivore avait été abandonné par le FBI depuis 2001, en faveur de logiciels disponibles dans le commerce.
Selon l'ancien agent du FBI Ted Gunderson, le FBI et d'autres agences du renseignement américain sont responsables du phénomène du gang-stalking dont les preuves se trouvent collectées dans les fichiers en relation avec le programme Echelon, le Carnivore System, le TEMPEST Systems et dans le Narus systems.